# キング・モー
キング・モー（King Mo、1981年1月11日 - ）は、アメリカ合衆国の男性元総合格闘家、現ベアナックルボクサー。アメリカン・トップチーム所属の総合格闘技コーチ。テネシー州マーフリーズボロ出身。元Strikeforce世界ライトヘビー級王者。RIZIN FIGHTING WORLD GRAND-PRIX 2015王者。
リングネーム「キング」の名付け親はジェイソン "メイヘム" ミラーである。

## 来歴
高校ではアメリカンフットボールを行っていたが、高校2年からレスリングを始め、1999年にオクラホマ州高校王者となった。
セントラル・オクラホマ大学に入学すると、4年時にはオクラホマ州立大学に転学し、レスリングの実績を重ねた。
2005年、アメリカナショナルチーム入りを果たした。
2008年3月、チーム・クエストに加入し、レスリングと平行して総合格闘技の練習を始める。
2008年4月26日、全米レスリングコンベンションではフリースタイル84kg級に出場し、決勝でアンディ・ホロバットに勝利し、優勝を果たした。この時の様子が長南亮オフィシャルブログに書かれている。
2008年6月、北京オリンピック米国代表選考会のフリースタイル84kg級の決勝でアンディ・ホロバットに敗北し、オリンピック代表を逃した。この判定にモーは「勝利を盗まれた」と憤慨。本格的に総合格闘技に転向するきっかけとなった。
2008年9月28日、戦極 〜第五陣〜にホジャー・グレイシーの代役として緊急参戦し、トラビス・ビューと対戦し、パウンドでTKO勝ちし総合格闘技デビュー。その際、王冠と真っ赤なマントをまとい、美女4人を引き連れるなどの派手な入場と踊りを披露した。11月1日の戦極 〜第六陣〜では、ファビオ・シウバと対戦し、パウンドでTKO勝ちを収めた。
2009年1月4日、戦極の乱2009で内藤征弥と対戦し、パウンドでTKO勝ちを収めた。この試合より所属が、ジェイソン "メイヘム" ミラーらと結成した「キングダム・オブ・メイヘム」となった。この試合で戦極との契約が完了した。
2009年3月20日、戦極 〜第七陣〜のメインイベントで川村亮に判定勝ちを収めた。試合1週間前に膝前十字靭帯を損傷し、試合中にも右手中指を骨折した。
2009年8月28日、M-1 Globalでマーク・ケアーと対戦し、グラウンドに持ち込むとバックからのパウンドでTKO勝ち。当初はドン・フライと対戦予定であったが、変更となった。

### Strikeforce
2009年12月19日、Strikeforce初参戦となったStrikeforce: Evolutionでマイク・ホワイトヘッドと対戦し、右ストレートでダウンを奪ったところにパウンドを追撃しKO勝ちを収めた。
2010年4月17日、Strikeforce: Nashvilleでゲガール・ムサシの持つ世界ライトヘビー級王座に挑戦し、3-0の判定勝ちを収め王座獲得に成功した。
2010年8月21日、Strikeforce: Houstonでハファエル・カバウカンチとの初防衛戦に臨むが、3Rにカバウカンチの膝蹴りとパンチでダウンを奪われ、しがみついたところに肘打ちの連打を受けTKO負けで総合初敗北を喫し王座陥落した。
2012年1月7日、Strikeforce: Rockhold vs. Jardineでロレンズ・ラーキンと対戦し、パウンドでKO勝ち。試合後の薬物検査でアナボリックステロイドの一種であるドロスタノロンの陽性反応が検出されたため、ネバダ州アスレチック・コミッションから1年間の出場停止処分を受けた。

### Bellator
2012年5月10日、Bellator MMA、プロレス団体であるTNAの二団体と同時契約を締結。
2013年1月24日、Bellator初参戦となったBellator 86のライトヘビー級トーナメント1回戦でブシェミスワフ・ミシアラと対戦。1RでTKO勝利し、初参戦初勝利を飾った。2月21日、Bellator 90のライトヘビー級トーナメント準決勝でエマニュエル・ニュートンと対戦。1R早々激しい打撃戦となるが、ニュートンの放った左バックハンドブローで失神KO負けを喫した。
2013年6月19日、Bellator 96のライトヘビー級トーナメント1回戦でセス・ペトルゼリと対戦。パウンドでペトルゼリを失神に追い込みKO勝利。7月31日、Bellator 97のライトヘビー級トーナメント決勝でジェイコブ・ノイと対戦し、棄権でTKO勝ちを収め優勝を果たした。
2013年11月2日、Bellator 106のBellator世界ライトヘビー級暫定王座決定戦でエマニュエル・ニュートンと再戦し、0-3の判定負けを喫し王座獲得に失敗した。
2015年9月19日、Bellator 142のライトヘビー級トーナメント1回戦でリントン・ヴァッセルと対戦し、3-0の判定勝ち。同日行われた決勝は負傷のため棄権した。
2015年12月29日、RIZIN FIGHTING WORLD GRAND-PRIX 2015 さいたま3DAYSのヘビー級（-100 kg）トーナメント1回戦でブレット・マクダーミットと対戦し、パンチラッシュでTKO勝ち。12月31日、準決勝でテオドラス・オークストリスと対戦し、5-0の判定勝ち。決勝でイリー・プロハースカと対戦し、右フックでKO勝ちを収め優勝を果たした。
2016年12月29日、RIZIN FIGHTING WORLD GRAND-PRIX 2016 無差別級トーナメント 2nd ROUNDの無差別級トーナメント 2回戦でミルコ・クロコップと対戦し、TKO負けを喫した。
2018年5月12日、Bellator 199: Bader vs. King MoのBellatorワールドヘビー級トーナメント1回戦でライアン・ベイダーと対戦し、KO負けを喫した。
2019年4月21日、RIZIN.15のRIZINライトヘビー級王座決定戦でイリー・プロハースカと約3年半ぶりに再戦。KO負けを喫し、王座の獲得に失敗した。試合後のインタビューで年内での引退を明かした。
2019年11月8日、Bellator 233: Salter vs. van Steenisでアンドリュー・カペルと引退試合を行い、1RにKO負けを喫した。試合後はオープンフィンガーグローブをマットに置き引退表明するとともに、今後は後輩を育成していくことを語った。

### TNA
2012年5月、TNAと契約後、傘下団体でOVWにてトレーニングを開始。10月4日にはTNA年間最大の祭典といえるBound for Glory 2012にてボビー・ルード vs ジェームス・ストームのストリートファイトマッチでスペシャルレフェリーを務めた。
2013年、4月よりOVWにてダークマッチに出場後、5月8日にOVWテレビショーのJ・ベスト戦にてデビューした。

### 引退後
アメリカン・トップチームでコーチを務める。

## 人物・エピソード
- 日本を主戦場にしていた時には試合後に、観客と一緒にモーが「キング」と言ったら観客が「モー」と返す「キング・モー」コールを行うのが定番になっていた[9]。

## 戦績
| 総合格闘技 戦績 | 総合格闘技 戦績 | 総合格闘技 戦績 | 総合格闘技 戦績 | 総合格闘技 戦績 | 総合格闘技 戦績 | 総合格闘技 戦績 |
| --------------- | --------------- | --------------- | --------------- | --------------- | --------------- | --------------- |
| 31 試合         | (T)KO           | 一本            | 判定            | その他          | 引き分け        | 無効試合        |
| 21 勝           | 13              | 0               | 8               | 0               | 0               | 1               |
| 10 敗           | 7               | 0               | 3               | 0               | 0               | 1               |

| 勝敗 | 対戦相手                             | 試合結果                            | 大会名                                                                                             | 開催年月日     |
| ×    | アンドリュー・カペル                 | 1R 1:22 KO (パウンド）              | Bellator 233: Salter vs. van Steenis                                                               | 2019年11月8日  |
| ×    | イリー・プロハースカ                 | 3R 3:02 TKO（スタンドパンチ連打）   | RIZIN.15 【RIZINライトヘビー級王座決定戦】                                                         | 2019年4月21日  |
| ×    | リアム・マギリー                     | 3R 0:53 TKO（パウンド）             | Bellator 213: Macfarlane vs. Létourneau                                                            | 2018年12月15日 |
| ×    | ライアン・ベイダー                   | 1R 0:15 KO（パウンド）              | Bellator 199: Bader vs. King Mo 【Bellatorワールドヘビー級トーナメント1回戦】                      | 2018年5月12日  |
| ○    | クイントン・"ランペイジ"・ジャクソン | 5分3R終了 判定3-0                   | Bellator 175: Rampage vs. King Mo 2                                                                | 2017年3月31日  |
| ×    | ミルコ・クロコップ                   | 2R 1:41 TKO（左アッパー→パウンド）  | RIZIN FIGHTING WORLD GRAND-PRIX 2016 無差別級トーナメント 2nd ROUND 【無差別級トーナメント 2回戦】 | 2016年12月29日 |
| ○    | 石井慧                               | 5分3R終了 判定3-0                   | Bellator 169: King Mo vs. Ishii                                                                    | 2016年12月16日 |
| ×    | フィル・デイヴィス                   | 5分3R終了 判定0-3                   | Bellator 154: Davis vs. King Mo                                                                    | 2016年5月14日  |
| ○    | イリー・プロハースカ                 | 1R 5:09 KO（右フック）              | RIZIN FIGHTING WORLD GRAND-PRIX 2015 さいたま3DAYS 【ヘビー級トーナメント 決勝】                   | 2015年12月31日 |
| ○    | テオドラス・オークストリス           | 2R（10分/5分）終了 判定5-0          | RIZIN FIGHTING WORLD GRAND-PRIX 2015 さいたま3DAYS 【ヘビー級トーナメント 準決勝】                 | 2015年12月31日 |
| ○    | ブレット・マクダーミット             | 1R 9:09 TKO（スタンドパンチ連打）   | RIZIN FIGHTING WORLD GRAND-PRIX 2015 さいたま3DAYS 【ヘビー級トーナメント 1回戦】                  | 2015年12月29日 |
| ○    | リントン・ヴァッセル                 | 5分3R終了 判定3-0                   | Bellator 142: Dynamite 1 【ライトヘビー級トーナメント 1回戦】                                      | 2015年9月19日  |
| ○    | シーク・コンゴ                       | 5分3R終了 判定2-1                   | Bellator 134: The British Invasion                                                                 | 2015年2月27日  |
| ○    | ジョー・ヴェデポ                     | 3R 0:39 TKO（パウンド）             | Bellator 131: Tito vs. Bonnar                                                                      | 2014年11月15日 |
| ○    | ダスティン・ジャコビー               | 2R 1:13 TKO（パウンド）             | Bellator 123                                                                                       | 2014年9月5日   |
| ×    | クイントン・"ランペイジ"・ジャクソン | 5分3R終了 判定0-3                   | Bellator 120 【ライトヘビー級トーナメント 決勝】                                                   | 2014年5月17日  |
| ○    | ミハイル・ザイーツ                   | 5分3R終了 判定3-0                   | Bellator 110 【ライトヘビー級トーナメント 1回戦】                                                  | 2014年2月28日  |
| ×    | エマニュエル・ニュートン             | 5分5R終了 判定0-3                   | Bellator 106 【Bellator世界ライトヘビー級暫定王座決定戦】                                          | 2013年11月2日  |
| ○    | ジェイコブ・ノイ                     | 3R 2:51 TKO（棄権）                 | Bellator 97 【ライトヘビー級トーナメント 決勝】                                                    | 2013年7月31日  |
| ○    | セス・ペトルゼリ                     | 1R 1:35 KO（パウンド）              | Bellator 96 【ライトヘビー級トーナメント 1回戦】                                                   | 2013年6月19日  |
| ×    | エマニュエル・ニュートン             | 1R 2:35 KO（左バックハンドブロー）  | Bellator 90 【ライトヘビー級トーナメント 準決勝】                                                  | 2013年2月21日  |
| ○    | ブシェミスワフ・ミシアラ             | 1R 3:52 TKO（右ストレート）         | Bellator 86 【ライトヘビー級トーナメント 1回戦】                                                   | 2013年1月24日  |
| －   | ロレンズ・ラーキン                   | ノーコンテスト（薬物検査失格）      | Strikeforce: Rockhold vs. Jardine                                                                  | 2012年1月7日   |
| ○    | ホジャー・グレイシー                 | 1R 4:33 KO（右フック→パウンド）     | Strikeforce: Barnett vs. Kharitonov                                                                | 2011年9月10日  |
| ×    | ハファエル・カバウカンチ             | 3R 1:14 TKO（肘打ち）               | Strikeforce: Houston 【Strikeforce世界ライトヘビー級タイトルマッチ】                               | 2010年8月21日  |
| ○    | ゲガール・ムサシ                     | 5分5R終了 判定3-0                   | Strikeforce: Nashville 【Strikeforce世界ライトヘビー級タイトルマッチ】                             | 2010年4月17日  |
| ○    | マイク・ホワイトヘッド               | 1R 3:08 KO（右ストレート→パウンド） | Strikeforce: Evolution                                                                             | 2009年12月19日 |
| ○    | マーク・ケアー                       | 1R 0:25 TKO（パウンド）             | M-1 Global: Breakthrough                                                                           | 2009年8月28日  |
| ○    | 川村亮                               | 5分3R終了 判定3-0                   | 戦極 〜第七陣〜                                                                                    | 2009年3月20日  |
| ○    | 内藤征弥                             | 1R 3:54 TKO（パウンド）             | 戦極の乱2009                                                                                       | 2009年1月4日   |
| ○    | ファビオ・シウバ                     | 3R 0:41 TKO（パウンド）             | 戦極 〜第六陣〜                                                                                    | 2008年11月1日  |
| ○    | トラビス・ビュー                     | 1R 2:11 TKO（パウンド）             | 戦極 〜第五陣〜                                                                                    | 2008年9月28日  |

### ベアナックル・ボクシング
- 0戦 0勝 0敗

| 勝敗 | 対戦相手         | 試合結果 | 大会名  | 開催年月日    |
|      | デイブ・マンデル | 試合前   | BKFC 66 | 2024年9月13日 |

## 獲得タイトル
- リアル・プロレスリング 83kg級 優勝（2005年）
- レスリングパンアメリカン選手権 男子フリースタイル96kg級 優勝（2007年）
- 第4代Strikeforce世界ライトヘビー級王座（2010年）
- Bellator 2013サマーシリーズ ライトヘビー級トーナメント 優勝（2013年）
- RIZIN FIGHTING WORLD GRAND-PRIX 2015 優勝（2015年）